# Caminando 2001-2006
Caminando 2001-2006 è una raccolta del gruppo musicale spagnolo Chambao.

## Tracce

### Disco 1
1. Playas de Barbate
2. Verde mar
3. No te pierdas
4. Instinto humano
5. Pasta pa la costa
6. Luz
7. Chambao
8. Lo verás
9. Desconocido
10. Ahí estás tú
11. Vida
12. Volando voy
13. Los muchachos de mi barrio
14. Mejor me quedo aquí
15. Una de tantas
16. As de corazones
17. Olvidarme de ti

### Disco 2
1. Mi primo Juan
2. Pokito a poko
3. Uleré
4. Camino interior
5. Roe por la escalera
6. Dibujo en el aire
7. Como la luz
8. Sueño y muero
9. Como lo siento
10. Chicuelo
11. Te la creío tú
12. Rosa María
13. El Lengua
14. El Ying y el Yang
15. Como el agua
16. Tu frialdad

### DVD
1. "Intro-Milagreiro-Konfusión"
2. "Mejor me quedo aquí"
3. "Camino interior"
4. "Instinto humano"
5. "Playas de Barbate"
6. "Los muchachos de mi barrio"
7. "Una de tantas"
8. "Dibujo en el aire"
9. "Como lo siento (con Elbicho)"
10. "Olvidarme de ti (con Bebe)"
11. "Roe por la escalera"
12. "Pasta pa la costa"
13. "Pokito a poko"
14. "Uleré"
15. "Mi primo Juan"
16. "Te la creío tú"
17. "Ahí estás tú"
18. "Las cositas del querer"
19. "Te la creío tú (videoclip)"
20. "Dibujo en el aire (videoclip)"
21. "Sueño y muero (videoclip)"
22. "Camino interior (videoclip)"
23. "Pokito a poko (videoclip)"
24. "Making of Caminando"